# Stukpuk
Stukpuk (ang. Knocknock) – komediodramat z 2018 roku w reżyserii Łukasza Madziara. Film jest krótką nowelą poświęconą zjawisku prześladowania, zwanym też "bullying".
Stukpuk miał swoją premierę festiwalową w 2017 roku na Międzynarodowym Festiwalu Filmowym "Short to the Point", gdzie został pokazany w oficjalnej selekcji konkursowej. W 2018 roku, na London World-Wide Comedy Short Film Festival, obraz został włączony do oficjalnej selekcji konkursowej w kategorii Najlepszego komediowego filmu krótkometrażowego i otrzymał wyróżnienie.

## Fabuła
Fabuła filmu rozpoczyna się w momencie, gdy główny bohater (grany przez Sebastiana Cybulskiego) odwiedza mieszkanie brata, aby pod jego nieobecność podlać kwiaty. Szybko okazuje się, że nie będzie tu jednak sam. Gdy mężczyzna rozgląda się za kwiatami, rozlega się głośne stukanie do drzwi.

## Obsada
- Sebastian Cybulski – Brat
- Aleksandra Nowicka – Dziewczyna
- Andrzej Popiel – Hydraulik
- Jakub Wons – Ksiądz
- Filip Frątczak – Kustosz